# بيدرو منجوتيه
بيدرو منجوتيه هو لاعب كرة قدم برتغالي في مركز حراسة المرمى، ولد في 2 أغسطس 1980 في سانتا ماريا دا فييرا في البرتغال. لعب مع أونياو ليريا وسي إس باندوري تارغو جيو وموريرينسي ونافال.

## وصلات خارجية
- بيدرو منجوتيه على موقع Soccerway.com (الإنجليزية)
- بيدرو منجوتيه على موقع عالم كرة القدم.نت (الإنجليزية)
- بيدرو منجوتيه على موقع AS.com (الإسبانية)